# Intel Core

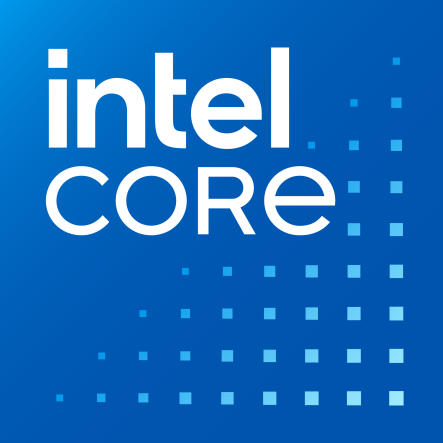
2024年以降のインテル Coreシリーズ プロセッサーのロゴ

Intel Core（インテル コア）は、インテルが設計開発・製造するx86アーキテクチャのマイクロプロセッサのうち、メインストリームからハイエンドPC向けのCPUに与えられるブランド名である。

## ラインナップ
Coreプロセッサのラインナップには、以下のものが含まれる。
1. 初代となるIntel Core Solo、Core Duo
2. その次の世代のCore 2 Solo、Core 2 Duo、Core 2 Quad、Core 2 Extreme（Intel Core 2の項目を参照）
3. Intel Core i9、Core i7、Core i5、Core i3、Core X、Core Mプロセッサ（Core i シリーズ[1]、Coreプロセッサ・ファミリ[2]などとも称される）
4. Intel Core と Intel Core Ultra （デスクトップPC用はArrow Lakeより、モバイルPC用はMeteor Lakeより）

## Intel Core
Intel Core（インテル コア）は、インテルが2006年1月5日に発表した、x86アーキテクチャのマイクロプロセッサである。
初代のIntel Coreは、後継プロセッサとの区別などから、開発コードネームYonahの名称で呼ばれることがある。Coreはインテルが初めてデュアルコア化を前提として設計したCPUであり、ラインナップとしてデュアルコアのIntel Core Duo（コア デュオ）、シングルコアのIntel Core Solo（コア ソロ）がある。
これはPentium 4などに採用されたNetBurstマイクロアーキテクチャベースではなく、それらより一世代前のPentium Proに始まるP6マイクロアーキテクチャをベースとしたPentium Mのモバイル・マイクロアーキテクチャに改良を加えたもので、高効率と低電力を目指したものである。なお、IA-32の64ビット拡張命令であるIntel 64には対応していない。
Yonahではブレードサーバ向け製品が派生しているが、いわゆるコンシューマ用のデスクトップ向け製品は存在しない。しかし、低発熱のモバイルCPUはデスクトップ機でも静音化や小型化に有利なため、自作パソコン用のマザーボードは数社から発売された。

### 概要
Coreはモバイル向けプロセッサで大きな成功を収めたPentium Mをベースに、引き続きイスラエルのハイファにあるIntel Design Center (IDC) で開発された。
実際の製品ラインナップにおいてはモバイル向け・デスクトップ向けなどの区分がされていないが、ラインナップはデュアルコア（2000番台）・シングルコア（1000番台）毎に標準電圧版（T）、低電圧版（L）、超低電圧版（U）が準備された。これらの製品は、全て65nmプロセスルールで製造される。
同時期のデスクトップ向けデュアルコア・プロセッサであるPentium Dとは異なり、仮想化技術であるVirtualization Technology (Intel VT-x) や、省電力化を図るため片方のコアを停止させる技術などが盛り込まれている。パフォーマンスは、同じ動作クロックのAMD Athlon 64 X2とほぼ同等とされる。
Yonah は、モバイル インテル 945 Express チップセット（コードネーム：Calistoga）、インテル PRO/Wireless 3945ABG ネットワークコネクション（同：Golan）と共に「Intel Centrino Duo」（同：Napa）を構成する（ただし Intel Core Solo 搭載の場合、「Intel Centrino」となる）。

### 経緯
Pentium III 以前のPentiumでは、インテルはデスクトップおよびモバイルに対して単一のアーキテクチャを開発し、その派生製品によってラインナップ展開を行っていたが、Pentium 4の名前で展開されたNetBurstマイクロアーキテクチャはモバイル用途として実用的ではないほど消費電力と発熱が多くなった。そのため、モバイル用にクロックを下げ、省電力低発熱機能であるSpeedStepを搭載したPentium Mを開発し、ラインナップに加えた。
Intel CoreはPentium Mの直接の後継であったが、再び1系統のアーキテクチャの派生製品でCPUラインナップを展開することになった。Intel Coreが発表された2006年1月時点でのラインナップでは、通常電圧版（T系列）のFSBは667MHzのみ、クロックは1.66GHzから2.16GHzまでであったが、同年5月にFSB 533MHzの1.6GHz製品、同じく6月にFSB 667MHzの2.33GHz製品がそれぞれ追加された。
Intel Coreは、Intelバージョン3としてのコーポレートアイデンティティマークの更新と共に正式発表が行われた。バージョン1はDRAMを製造していた時期、バージョン2はCPUなどプロセッサを製造していた時期を指すという。バージョン3を宣言した時点でもIntelはプロセッサの開発と販売が最大の業務であるが、バージョン3ではプロセッサ単体ではなく、それらを中核としてプラットフォームとしての提供を行う。
Intel Coreは、AppleのiMac・Mac mini・MacBook Proに、Intelプロセッサとして初めて採用されている。

### プロセッサ・コア（Intel Core）
Kikayon
Kikayonは、Yonahを前提に開発されているプラットフォームの動作確認用のCPUである。Kikayonは開発・評価用のCPUであるため商品化は行われておらず具体的な仕様も不明である。
Yonahは前世代のDothanから多くの改良が加えられているが、プラットフォームのうちCPUを除く大部分は既存からの流用が多い。Yonahの早期発売を行うためにはYonahの完成を待ってからプラットフォームの開発を本格化するのではなく、代替のCPUを用いて早めにプラットフォームを策定、開発を進めることが得策であった。
インテルの開発コードネームは開発を担当したデザインセンターの地域にちなんだものが採用される習わしとなっているが、例外的にKikayonは旧約聖書に出てくる預言者ヨナを守ってその後枯れた植物を表している。
前述したハイファのIDCには、Yonahや後のCore 2で採用されるMelomなどの名が付けられた会議室もある。
Yonah
Yonahは、実際にIntel Coreとして発表された、65nmプロセスのCPUである。Pentium Mの流れでは第三世代に当たり、モバイル向けとして、初めてデュアルコアが採用された。
FSBはDothanの533MHzから667MHzに向上。2MBの2次キャッシュメモリを2つのCPUコアで共有する「スマート・キャッシュ」（同じデュアルコア製品の Pentium D には搭載されていない）、電力効率を上げるためのディーパー・スリープ機能など、様々な新機能が採用されている。Intel 64 には対応していないが、Virtualization Technology (VT) には対応している。
対応ソケットは通常電圧版と低電圧版はSocket M（Socket 479と同形状で、CPUの未使用のピンが一本異なる）であるが、プロセッサ・ナンバが「U」で始まる超低電圧版のみBGA479（479-ball micro-FCBGAパッケージ）となる。
Yonahは、BaniasやDothanなどのモバイル・マイクロアーキテクチャを踏襲している。比較的低いIPCを高い動作クロックで埋め合わせるNetBurstマイクロアーキテクチャのPentium 4などとは異なり、Pentium Mと同じ高IPCのCPUである。Pentium MとIPCに関わる大きな違いは、SSE命令のMicro-OPs Fusionが使えるようになったことである。具体的には、Pentium MまでのSSE命令におけるMicro-OPs Fusionは、[ストアOP＋ストアデータOP]のみしか行わなかったが、Coreでは[ロードOP＋モデファイOP]でも、Micro-OPs Fusionが行われるようになった。さらに、Core世代のSSE実行ユニットの演算幅は64ビットであるものの、128ビット命令のSSE命令をデコーダーでは分解せず、スケジューラで分解させるようにもなっているため、最大4μOPsのフュージョンが可能になっている。これは、128ビットに演算幅が広がった後のCore 2とほぼ同等の命令分解数である。この改良によって、大半のSSE命令をシンプルデコーダ（即ちすべてのデコーダ）でデコードすることが可能となり、デコードスループットが向上した。また、SSE3に対応させることにより、浮動小数点演算性能も向上している、また、Pentium Mより、ハードウェアプリフェッチが強化されている。
Pentium D とは異なり、Core Duoは2つのコアが1つのFSBコントローラを共有している。Athlon 64 X2 との差異として、2MBのL2キャッシュを2つのコアで共有しており、状況に応じてL2キャッシュのそれぞれのコアの占有量をより効果的な量に変えている。同じく、2つのコア間のデータ交換をクロスバースイッチ経由ではなくL2キャッシュ上で行えるため、広帯域かつ短レイテンシで行える。
この他、Intel Coreブランドではないが、Yonahを利用したSossamanにて、デュアルプロセッサ対応のブレードサーバ向けの Xeon LVが発売された。
| ブランド  | 型番   | CPU                   | CPU            | CPU               | TDP (W) | FSB (MHz) |
| ブランド  | 型番   | コア数 （スレッド数） | クロック (GHz) | L2キャッシュ (MB) | TDP (W) | FSB (MHz) |
| --------- | ------ | --------------------- | -------------- | ----------------- | ------- | --------- |
| Core Duo  | T2700  | 2 (2)                 | 2.33           | 2                 | 31      | 667       |
| Core Duo  | T2600  | 2 (2)                 | 2.16           | 2                 | 31      | 667       |
| Core Duo  | T2500  | 2 (2)                 | 2.0            | 2                 | 31      | 667       |
| Core Duo  | T2400  | 2 (2)                 | 1.83           | 2                 | 31      | 667       |
| Core Duo  | T2300  | 2 (2)                 | 1.66           | 2                 | 31      | 667       |
| Core Duo  | T2300E | 2 (2)                 | 1.66           | 2                 | 31      | 667       |
| Core Duo  | T2450  | 2 (2)                 | 2.0            | 2                 | 31      | 533       |
| Core Duo  | T2350  | 2 (2)                 | 1.86           | 2                 | 31      | 533       |
| Core Duo  | T2250  | 2 (2)                 | 1.73           | 2                 | 31      | 533       |
| Core Duo  | T2050  | 2 (2)                 | 1.6            | 2                 | 31      | 533       |
| Core Duo  | L2500  | 2 (2)                 | 1.83           | 2                 | 15      | 667       |
| Core Duo  | L2400  | 2 (2)                 | 1.66           | 2                 | 15      | 667       |
| Core Duo  | L2300  | 2 (2)                 | 1.5            | 2                 | 15      | 667       |
| Core Duo  | U2500  | 2 (2)                 | 1.2            | 2                 | 9       | 533       |
| Core Duo  | U2400  | 2 (2)                 | 1.06           | 2                 | 9       | 533       |
| Core Solo | T1500  | 1 (1)                 | 2.0            | 2                 | 27      | 667       |
| Core Solo | T1400  | 1 (1)                 | 1.83           | 2                 | 27      | 667       |
| Core Solo | T1300  | 1 (1)                 | 1.66           | 2                 | 27      | 667       |
| Core Solo | T1200  | 1 (1)                 | 1.5            | 2                 | 27      | 667       |
| Core Solo | T1350  | 1 (1)                 | 1.86           | 2                 | 31      | 533       |
| Core Solo | T1250  | 1 (1)                 | 1.73           | 2                 | 31      | 533       |
| Core Solo | U1500  | 1 (1)                 | 1.33           | 2                 | 5.5     | 533       |
| Core Solo | U1400  | 1 (1)                 | 1.2            | 2                 | 6       | 533       |
| Core Solo | U1300  | 1 (1)                 | 1.06           | 2                 | 6       | 533       |

## Intel Core 2
| ブランド名     | ブランド名   | コードネーム  | コア | プロセスルール | リリース日付 |
| -------------- | ------------ | ------------- | ---- | -------------- | ------------ |
| Core 2 Solo    | モバイル     | Merom-L       | 1    | 65nm           | 2007-09      |
| Core 2 Solo    | モバイル     | Penryn-L      | 1    | 45nm           | 2008-05      |
| Core 2 Duo     | デスクトップ | Conroe        | 2    | 65nm           | 2006-08      |
| Core 2 Duo     | デスクトップ | Allendale     | 2    | 65nm           | 2007-01      |
| Core 2 Duo     | デスクトップ | Wolfdale      | 2    | 45nm           | 2008-01      |
| Core 2 Duo     | モバイル     | Merom         | 2    | 65nm           | 2006-07      |
| Core 2 Duo     | モバイル     | Penryn        | 2    | 45nm           | 2008-01      |
| Core 2 Quad    | デスクトップ | Kentsfield    | 4    | 65nm           | 2007-01      |
| Core 2 Quad    | デスクトップ | Yorkfield     | 4    | 45nm           | 2008-03      |
| Core 2 Quad    | モバイル     | Penryn-QC     | 4    | 45nm           | 2008-08      |
| Core 2 Extreme | デスクトップ | Conroe XE     | 2    | 65nm           | 2006-07      |
| Core 2 Extreme | デスクトップ | Kentsfield XE | 4    | 65nm           | 2006-11      |
| Core 2 Extreme | デスクトップ | Yorkfield XE  | 4    | 45nm           | 2007-11      |
| Core 2 Extreme | モバイル     | Merom XE      | 2    | 65nm           | 2007-07      |
| Core 2 Extreme | モバイル     | Penryn XE     | 2    | 45nm           | 2008-01      |
| Core 2 Extreme | モバイル     | Penryn-QC XE  | 4    | 45nm           | 2008-08      |

Intel Core 2（インテル コア ツー）は、インテルが2006年7月に発表した、、x86_64互換のマイクロプロセッサのブランド名である。
65nm（第1世代）または45nm（第2世代）プロセスルールで製造されるマルチコアCPUであり、Intel Coreだけでなく、Pentium 4、Pentium D、Pentium Extreme Editionの後継モデルにあたる。開発系統上の前モデルにあたるCoreとのスペック上の差異として、クアッドコア対応、Intel 64（当時はIntel EM64Tと呼称した）、vProテクノロジ、Intel TXTなどの機能面の対応などが挙げられる。

### ラインナップ
Coreはコアの数によって製品を展開していたが、Core 2では対象利用者の分類などから、Core 2 Solo、Core 2 Duo、Core 2 Quad、Core 2 Extremeの名前で、NetBurstを完全に引き継ぐラインナップが展開された。
Core 2 Solo
モバイル向けのシングルコア・プロセッサである。Core Soloとは異なり、超低電圧版のみが展開された。
Core 2 Duo
デスクトップまたはモバイル向けのデュアルコア・プロセッサである。CoreにおけるCore DuoまたはNetBurstにおけるPentium Dに相当し、加えてPentium 4を置き換える位置付けの製品である。
Core 2 Quad
デスクトップまたはモバイル向けのクアッドコア・プロセッサである。インテルの一般向け製品において、初めて展開された4コア搭載製品である。
Core 2 Extreme
デスクトップまたはモバイル向けのハイエンドプロセッサである。Pentium Extreme Editionを置き換える位置付けの製品である。

### プロセッサ・コア（Intel Core 2）
Core 2には、Yonahを元に大幅に改良したCoreマイクロアーキテクチャが採用されている。Yonahとその前駆であるPentium Mのモバイル・マイクロアーキテクチャに対しては名称は付けられていなかったが、2007年9月のIDF 2007のプレゼンテーションにてCore DuoもCoreマイクロアーキテクチャとして追認した。

## Intel Core i
Intel Core iシリーズはメインストリーム向けプロセッサブランドである。プロセッサーファミリーとして i3、i5、i7、i9が存在する。第10世代までのエンスージアスト向けの上位ブランドは Core X である。
Core iシリーズは「インテル® Core™ i9-12900KS プロセッサー」のような名前を持ち、サブブランド（i3 から i9 まで）+ 世代（上位1 or 2桁) + 型番 (性能に比例) + サフィックス（特性指標）の命名規則を持つ。
| 世代 | プロセッサ開発コード | マイクロアーキテクチャ                | 登場年 |
| ---- | -------------------- | ------------------------------------- | ------ |
| 1st  | Nehalem              | Nehalem                               | 2008   |
| 1st  | Westmere             | Nehalem                               | 2010   |
| 2nd  | Sandy Bridge         | Sandy Bridge                          | 2011   |
| 3rd  | Ivy Bridge           | Sandy Bridge                          | 2012   |
| 4th  | Haswell              | Haswell                               | 2013   |
| 5th  | Broadwell            | Haswell                               | 2015   |
| 6th  | Skylake              | Skylake                               | 2015   |
| 7th  | Kaby Lake            | Skylake                               | 2017   |
| 8th  | Coffee Lake          | Skylake                               | 2017   |
| 9th  | Coffee Lake Refresh  | Skylake                               | 2018   |
| 10th | Comet Lake           | Skylake                               | 2020   |
| 11th | Rocket Lake          | Cypress Cove                          | 2021   |
| 12th | Alder Lake           | Golden Cove (Pコア) Gracemont (Eコア) | 2021   |
| 13th | Raptor Lake          | Raptor Cove (Pコア) Gracemont (Eコア) | 2022   |
| 14th | Raptor Lake Refresh  | Raptor Cove (Pコア) Gracemont (Eコア) | 2023   |

1. 第1世代
  - Nehalem（45nm プロセス）
  - Westmere（32nm プロセス）
2. 第2世代
  - Sandy Bridge（32nm プロセス）
3. 第3世代
  - Ivy Bridge（22nm プロセス）
4. 第4世代
  - Haswell（22nm プロセス）
5. 第5世代
  - Broadwell（14nm プロセス）
6. 第6世代
  - Skylake（14nm プロセス）
7. 第7世代
  - Kaby Lake（14nm+ プロセス）
8. 第8世代
  - Kaby Lake Refresh（14nm+ プロセス）
  - Amber Lake（14nm+ プロセス）
  - Coffee Lake（14nm++ プロセス）
  - Whiskey Lake（14nm++ プロセス）
  - Cannon Lake（10nm プロセス）
9. 第9世代
  - Coffee Lake Refresh（14nm++ プロセス）
10. 第10世代
  - Amber Lake Refresh（14nm+ プロセス）
  - Comet Lake（14nm++ プロセス）
  - Ice Lake（10nm プロセス）
11. 第11世代
  - Rocket Lake（14nm++ プロセス）
  - Tiger Lake（10nm SuperFin プロセス）
12. 第12世代
  - Alder Lake（Intel 7 プロセス）
13. 第13世代
  - Raptor Lake（Intel 7 プロセス）
14. 第14世代
  - Raptor Lake Refresh（Intel 7 プロセス）

## Intel Core X
第1世代から第10世代に使われていたブランド。
1. 第1世代
  - Nehalem（45nm プロセス）
  - Westmere（32nm プロセス）
2. 第2世代
  - 該当なし
3. 第3世代
  - Sandy Bridge-E（32nm プロセス）
4. 第4世代
  - Ivy Bridge-E（22nm プロセス）
5. 第5世代
  - Haswell-E（22nm プロセス）
6. 第6世代
  - Broadwell-E（14nm プロセス）
7. 第7世代
  - SkyLake-X（14 nm プロセス）
  - Kaby Lake-X（14nm+ プロセス）
8. 第8世代
  - 該当なし
9. 第9世代
  - SkyLake-X Refresh（14nm プロセス）
10. 第10世代
  - Cascade Lake-X（14nm++ プロセス）

## Intel Core M
第5世代から第8世代に使われていた低消費電力のブランド。

## Intel Core Ultra および Intel Core（2024年以降）
モバイル向けはMeteor Lake以降から、デスクトップ向けはArrow Lake以降からCore i3, Core i5, Core i7, Core i9 の区分を廃止し、Core Ultra 3, Core Ultra 5, Core Ultra 7, Core Ultra 9および Core 3, Core 5, Core 7, Core 9の計8区分となる。
例としてCore Ultraシリーズは「インテル® Core™ Ultra 9 プロセッサー 185H」のような名前を持ち、サブブランド（Ultra 3 から Ultra 9 まで）+ シリーズ（上位1桁) + 型番 (性能に比例) + サフィックス（特性指標）の命名規則を持つ。
両者の大きな違いはNeural Processing Unit (NPU) と呼ばれるAIアクセラレータの有無であり、Core UltraはNPUを搭載することが特徴である。

### Core Ultra
シリーズ1
- Meteor Lake（Intel 4, TSMC N5, N6プロセス[28]）

シリーズ2
- Arrow Lake（TSMC N3B, N5P, N6プロセス[29]）
- Lunar Lake（TSMC N3B, N6プロセス[30]）

### Core
シリーズ1
- Raptor Lake（Intel 7 プロセス）

シリーズ2
- Raptor Lake（Intel 7 プロセス）